# Gongora catilligera
Gongora catilligera är en orkidéart som beskrevs av Rod Rice. Gongora catilligera ingår i släktet Gongora och familjen orkidéer.
Artens utbredningsområde är Colombia. Inga underarter finns listade i Catalogue of Life.

## Bildgalleri

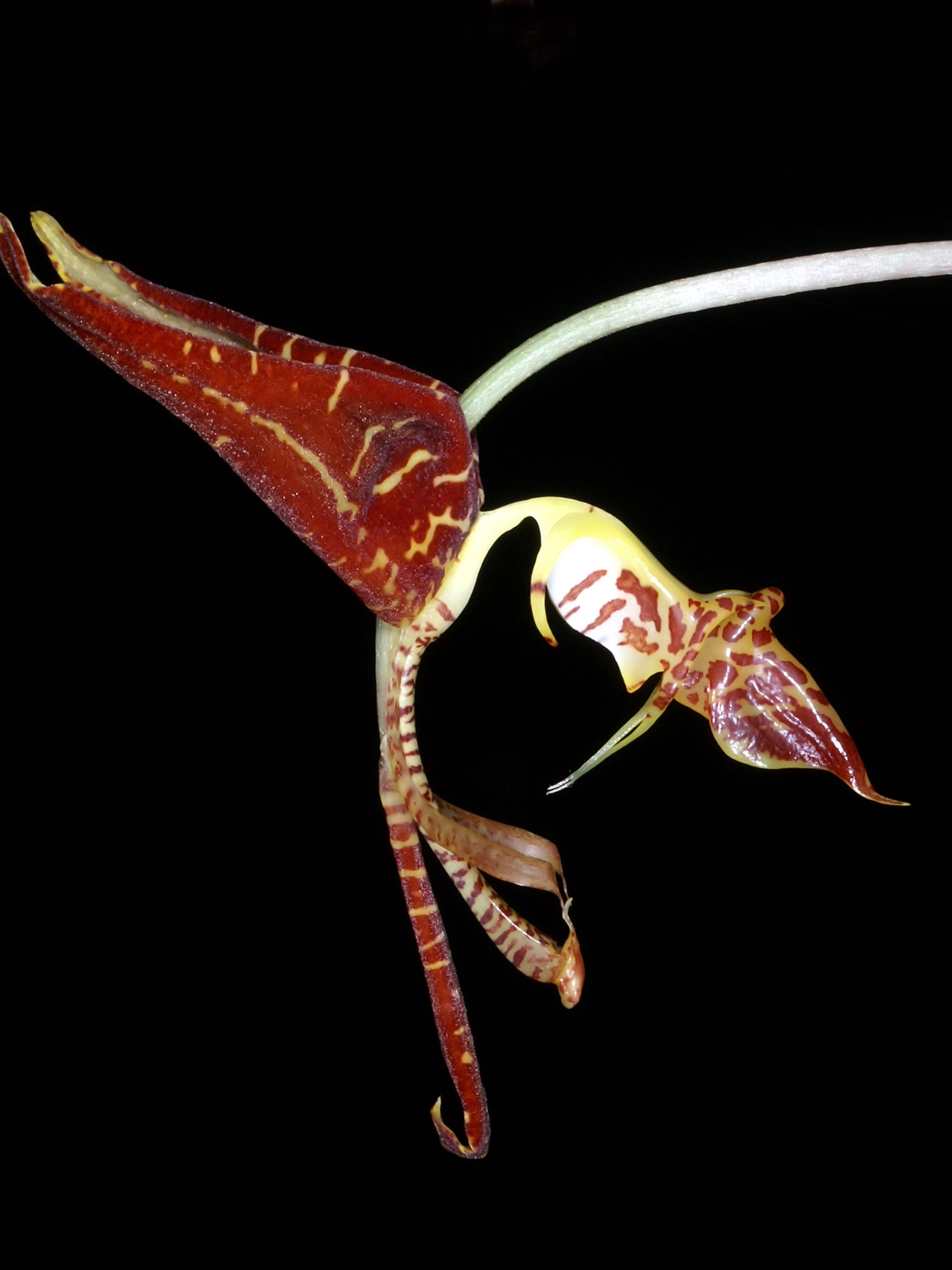
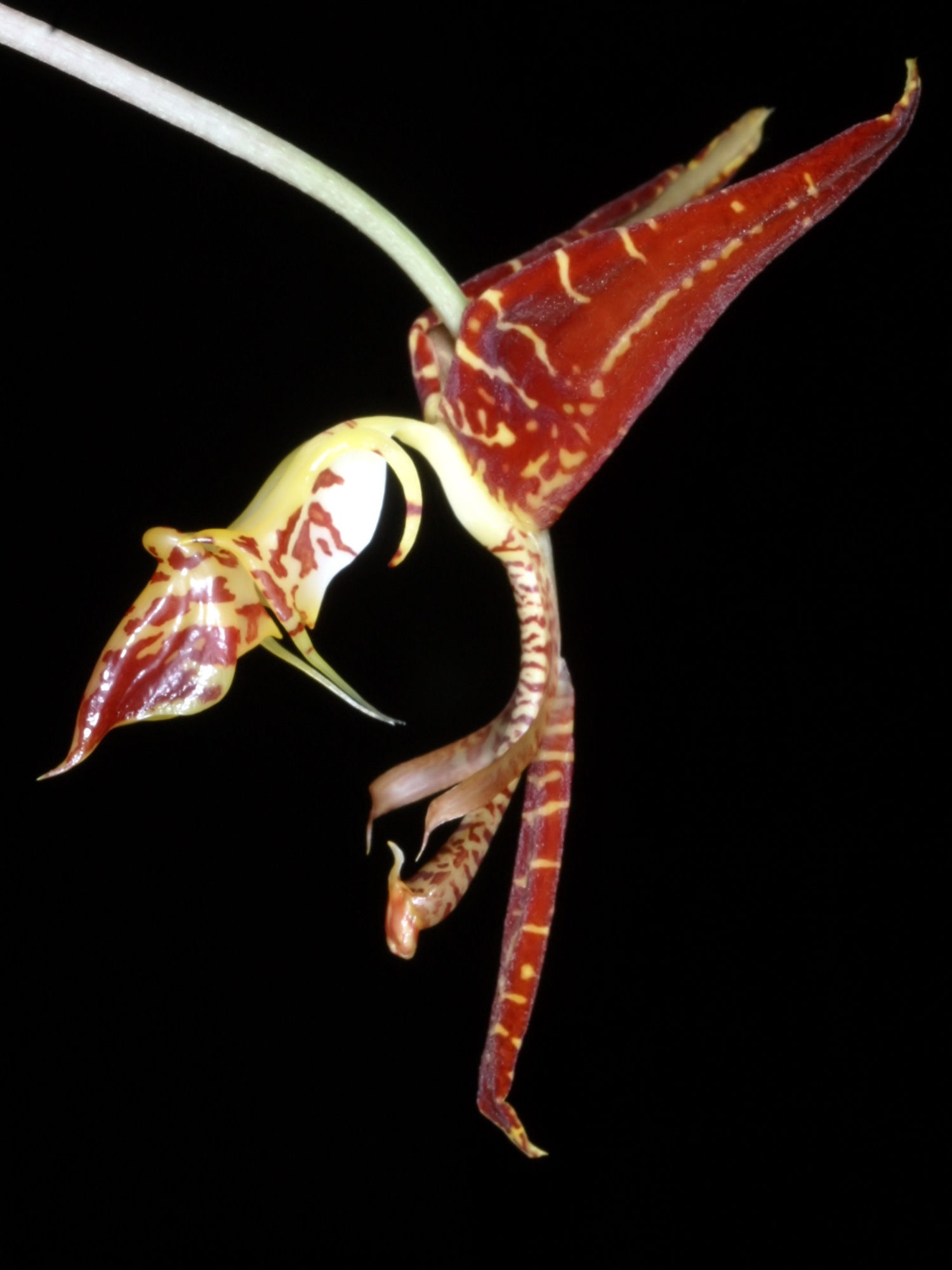